# Anthony Réveillère
Anthony Réveillère (Doué-la-Fontaine, 10 de novembro de 1979) é um ex-futebolista francês que atuava como  lateral-direito. Seu último clube foi o Sunderland.
Revelado pelo Rennes e após uma breve passagem ao Valencia, passou a maior parte de sua carreira profissional no Lyon, acumulando 426 jogos no time na Ligue 1 e cinco gols ao longo de 16 temporadas e conquistando 12 títulos importantes com o último, incluindo cinco campeonatos nacionais.
Réveillère jogou 20 vezes pela Seleção Francesa, e foi convocado para Copa do Mundo de 2010 e na Euro 2012.

## Títulos
Lyon
- Supercopa da França: 2003, 2004, 2005, 2006, 2007, 2012
- Campeonato Francês: 2003–04, 2004–05, 2005–06, 2006–07, 2007–08,
- Copa da França: 2007–08, 2011–12,